# Alin Firfirică
Alin Alexandru Firfirică (n. 3 noiembrie 1995, Timișoara, România) este un aruncător de disc român.

## Carieră
A participat la Mondialele de juniori din 2014 de la Eugene, unde s-a clasat pe locul 13. În anul 2015 aruncătorul a devenit campionul european la Campionatul European de Tineret de la Tallinn cu o aruncare de 60,64 m. La Jocurile Olimpice din 2016 nu a ajuns pentru că a făcut  baremul cu o săptămână prea târziu. În anul 2017 a cucerit medalia de argint atât la Campionatul European de Tineret de la Bydgoszcz, cât și la Universiada de la Taipei.
La Campionatul European din 2018 de la Berlin s-a clasat pe locul 7. Apoi a fost numit cel mai bun atlet român al anului de Federația Română de Atletism (FRA). În 14 septembrie 2019 și-a îndeplinit baremul pentru Jocurile Olimpice din 2020 de la Tokio cu o aruncare de 67,32 m, stabilind un nou record personal. La Campionatul Mondial din 2019 de la Doha a obținut locul 4 cu o aruncare de 66,46 m, fiind cel mai bun atlet român la Mondialele. În același an a cucerit medalia de aur la Mondialele Militare de la Wuhan. Apoi a fost numit cel mai bun atlet român al anului de Federația Română de Atletism. La Jocurile Olimpice de la Tokio a ratat calificarea în finala olimpică după ce a terminat pe locul 10 în grupa A a calificărilor.
La Campionatul Mondial din 2022 de la Eugene el a ocupat locul 7. La Campionatul European din același an, la München, s-a clasat din nou pe locul 7. După aceea a fost desemnat atletul anului de către FRA. La Jocurile Olimpice de la Paris din 2024 s-a clasat pe locul 11.
Sportivul este antrenat de Daniela Costian, fostă medaliată olimpică la aruncarea discului.

## Competiții internaționale
| An   | Competiție                                   | Locație               | Loc | Eveniment       | Note    |
| ---- | -------------------------------------------- | --------------------- | --- | --------------- | ------- |
| 2013 | Campionatul European de Juniori (sub 20)     | Rieti, Italia         | 24  | disc (1,75 kg)  | 48,62 m |
| 2014 | Campionatul Mondial de Juniori (sub 20)      | Eugene, Statele Unite | 19  | greutate (6 kg) | 17,55 m |
| 2014 | Campionatul Mondial de Juniori (sub 20)      | Eugene, Statele Unite | 13  | disc (1,75 kg)  | 58,23 m |
| 2015 | Cupa Europeană la aruncări de iarnă (sub 23) | Leiria, Portugalia    | 3   | disc            | 56,42 m |
| 2015 | Campionatul European de Tineret (sub 23)     | Tallinn, Estonia      | 1   | disc            | 60,64 m |
| 2016 | Cupa Europeană (sub 23)                      | Arad, România         | 2   | disc            | 59,28 m |
| 2017 | Cupa Europeană (sub 23)                      | Las Palmas, Spania    | 1   | disc            | 59,62 m |
| 2017 | Campionatul European de Tineret (sub 23)     | Bydgoszcz, Polonia    | 2   | disc            | 60,17 m |
| 2017 | Universiada                                  | Taipei, Taiwan        | 2   | disc            | 61,13 m |
| 2018 | Campionatul European                         | Berlin, Germania      | 7   | disc            | 63,73 m |
| 2019 | Universiada                                  | Napoli, Italia        | 2   | disc            | 63,74 m |
| 2019 | Campionatul Mondial                          | Doha, Qatar           | 4   | disc            | 66,46 m |
| 2021 | Jocurile Olimpice                            | Tokio, Japonia        | 17  | disc            | 61,90 m |
| 2022 | Campionatul Mondial                          | Eugene, Statele Unite | 7   | disc            | 65,57 m |
| 2022 | Campionatul European                         | München, Germania     | 7   | disc            | 64,35 m |
| 2023 | Campionatul Mondial                          | Budapesta, Ungaria    | 29  | disc            | 61,03 m |
| 2024 | Campionatul European                         | Roma, Italia          | 14  | disc            | 61,72 m |
| 2024 | Jocurile Olimpice                            | Paris, Franța         | 11  | disc            | 64,45 m |

## Recorduri personale
| Probă              | Performanță | Dată               | Locație          |
| ------------------ | ----------- | ------------------ | ---------------- |
| Aruncarea discului | 67,32 m     | 14 septembrie 2019 | Chorzów, Polonia |

## Legături externe
- Alin Firfirică la Comitetul Olimpic și Sportiv Român (arhivat)
- en Alin Firfirică la World Athletics
- en Alin Firfirică la Olympedia.org
- en  Alin Firfirică Arhivat în 13 august 2021, la Wayback Machine. la olympics.com
- en  Alin Firfirică la athleticspodium.com